# Шеффилдский собор
Шеффилдский собор (англ. Sheffield Cathedral), официально — Кафедральный собор святых Петра и Павла (англ. Cathedral Church of St Peter and St Paul) — кафедральный собор Церкви Англии в городе Шеффилд, Саут-Йоркшир, Англия. Главная церковь диоцеза Шеффилда, созданного в 1914 году, до того была приходской церковью. Один из пяти объектов культурного наследия Англии I* степени в городе.
Собор расположен на Церковной улице в центре города, близ него находится остановка всех четырёх линий шеффилдского трамвая. Самые древние части здания восходят к самому началу XIII века, самые новые датируются 1966 годом, и здание представляет собой необычное сочетание средневековой и современной архитектуры.
В Шеффилде также есть католический собор Святой Марии.

## История

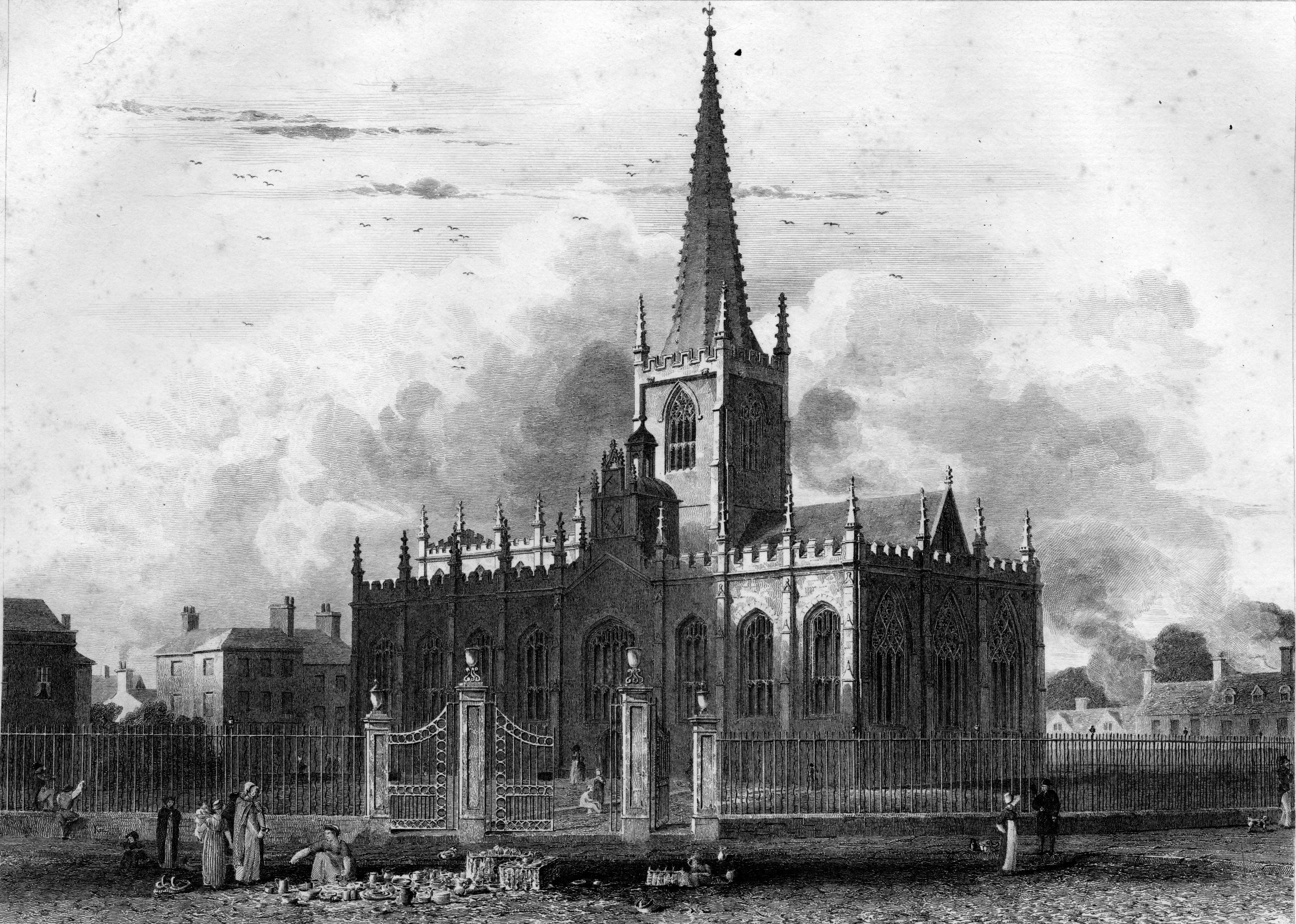
Шеффилдский собор в 1819 году

Место, на котором построен собор, уже 1000 лет используется христианами. Предположительно, здесь стоял Шеффилдский крест IX века; в настоящее время его сохранившаяся часть хранится в Британском музее. Приходская церковь Шеффилда, относившаяся к Уорксопскому приорату, была построена в противоположном от Шеффилдского замка конце города в XII веке Вильгельмом де Ловетотом, лордом Халламшира. Эта церковь сожжена в 1266 году во время Второй баронской войны против короля Генриха III.
Новая приходская церковь была построена в 1280 году. Она была почти полностью снесена и перестроена по крестовому плану приблизительно в 1430 году, а в XV веке добавлена капелла Шрусбери. Капелла для вестри (ныне часовня Святой Катерины) была возведена в 1777 году. Северная и южная стены нефа были перестроены в 1790—1793 годах. Во время масштабной викторианской реставрации архитектурная компания Flockton & Gibbs добавила новые северные и южные трансепты; работы были завершены в 1880 году. Церковь первоначально была посвящена святому Петру, но через некоторое время после Реформации она была перепосвящена Святой Троице; в настоящее время собор посвящён святым Петру и Павлу.

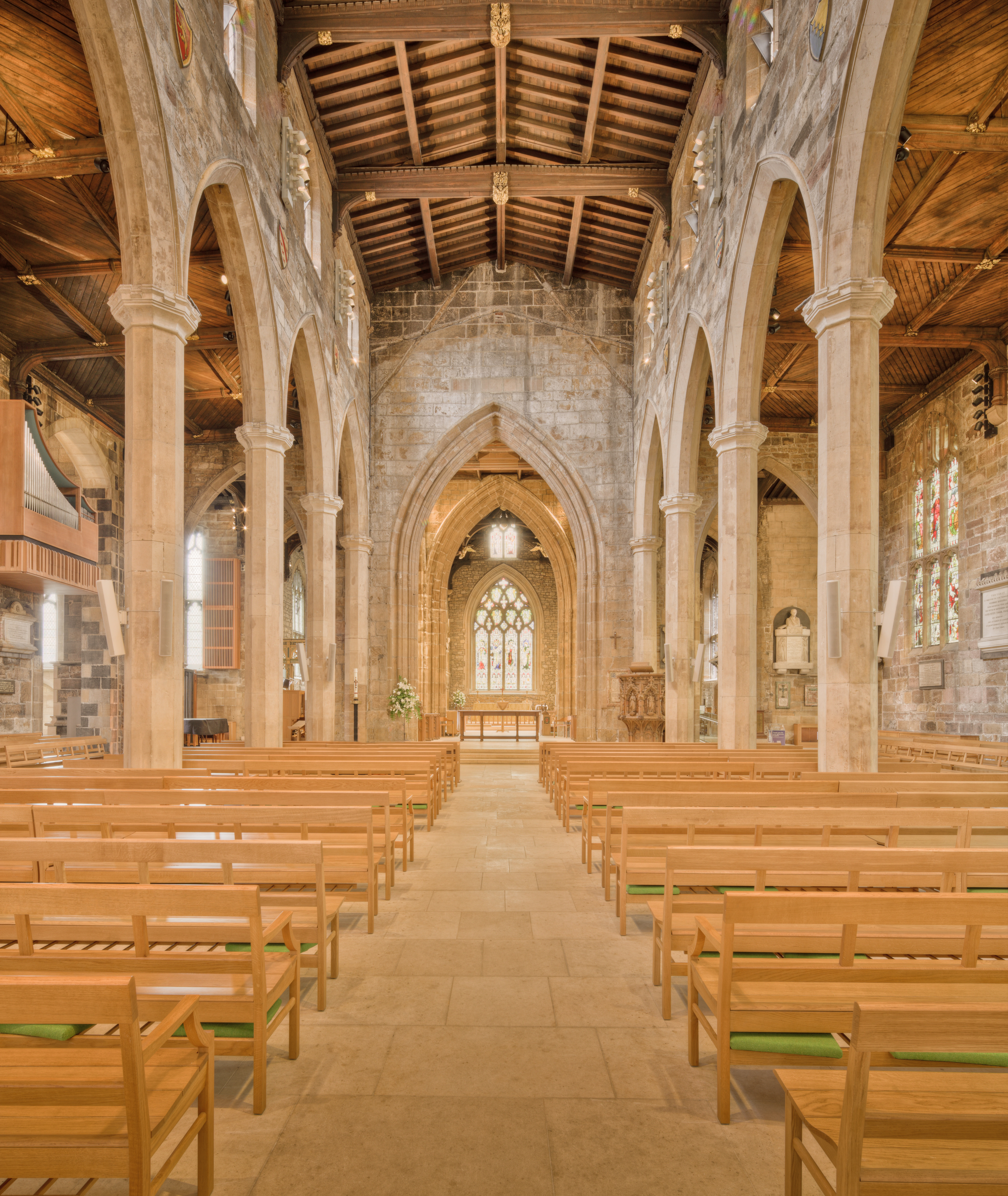
Неф (2019)

Приход Шеффилда был разделен на более мелкие приходы в 1848 году. В 1914 году церковь стала кафедральным собором новообразованного диоцеза Шеффилда, но остаётся также приходской. Архитектор Чарльз Николсон разработал план по расширению церкви и переориентации её оси, но из-за Второй мировой войны масштаб перестройки был сильно сокращён. В результате с южной стороны имеется массивная постройка, не уравновешенная аналогичной с северной стороны, что придаёт собору необычный вид в плане.

### Пожар 1979 года
Рано утром 17 июля 1979 года в колокольне Шеффилдского собора вспыхнул крупный пожар, распространившийся как на нижний этаж, так и вверх, к часам. На место выехали не менее 35 пожарных, которые предотвратили разрушение шпиля собора и сдержали дальнейшее распространение огня. Собору был нанесён ущерб в несколько тысяч фунтов, были уничтожены несколько колоколов собора (в том числе один XVI века) и значительная часть часового механизма. Кроме того, прорыв водопроводных труб вызвал затопление хора, что ещё больше усугубило ущерб. Сильнее всего пострадала колокольня; были уничтожены все записи о звонарях за предыдущие 600 лет.
Несмотря на серьезное повреждение колокольни, само здание собора получило лишь незначительные повреждения, и уже через неделю в соборе вновь служили мессы. После полицейского расследования двух телефонных звонков с предупреждением о поджоге собора, сделанных в газету Sheffield Star накануне вечером, причиной пожара был назван поджог, хотя преступник так и не был найден.

### Визит королевы
В Великий четверг 2 апреля 2015 года в Шеффилдском соборе прошла церемония Монди, впервые в Южном Йоркшире. Согласно традиции, королева Елизавета II раздала специально отчеканенные деньги Монди 89 мужчинам и 89 женщинам пенсионного возраста. Получателям были вручены два кожаных мешочка с деньгами Монди, эквивалентными 89 пенсам. Событие привлекло в Шеффилд более 12 тысяч туристов.

### Пожар 2020 года
Вечером 14 мая 2020 года в Шеффилдском соборе вновь вспыхнул пожар, тушение которого заняло почти четыре часа. Пострадавших не было, так как собор был в это время пуст. Причиной пожара называется поджог, в задней части собора было обнаружено разбитое окно. Предположительно была подожжена груда одежды, которую собирали для благотворительных организаций, помогающих бездомным. Комната, используемая волонтёрами, полностью выгорела, но огонь не распространился на другие части собора. Копоть, тем не менее, осталась на всём интерьере, включая многочисленные витражи.
Позже полиция Саут-Йоркшира арестовала 40-летнюю женщину, предъявив обвинения в поджоге, взломе и нападении на работника службы экстренной помощи. Женщину обвиняют также и в том, что она при аресте плюнула в двоих полицейских, что стало отягчающим обстоятельством в условиях пандемии COVID-19 в Великобритании.
Благотворительный проект после пожара ненадолго приостановил свою деятельность, утратив накопленные пожертвования одеждой, но вскоре возобновил её во временном помещении. Прежде пожара эта организация обеспечивала около двух сотен бесплатных обедов, в том числе и во время эпидемии.

## Архитектура

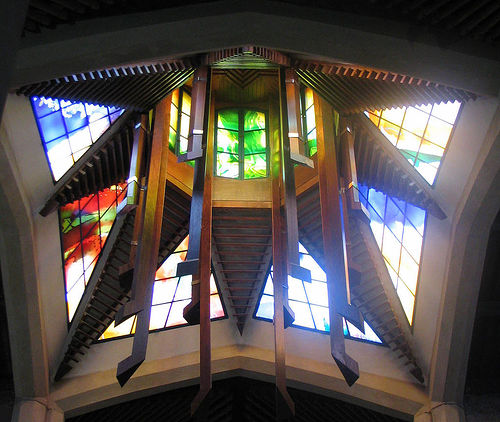
Тибуриум

Старейшей частью собора является его восточная оконечность, часть восточной стены восходит к XIII веку. Хоры — XV века, но часть воздвигнутых тогда конструкций разобрана уже по приказу Елизаветы I, следы чего можно видеть на стенах.

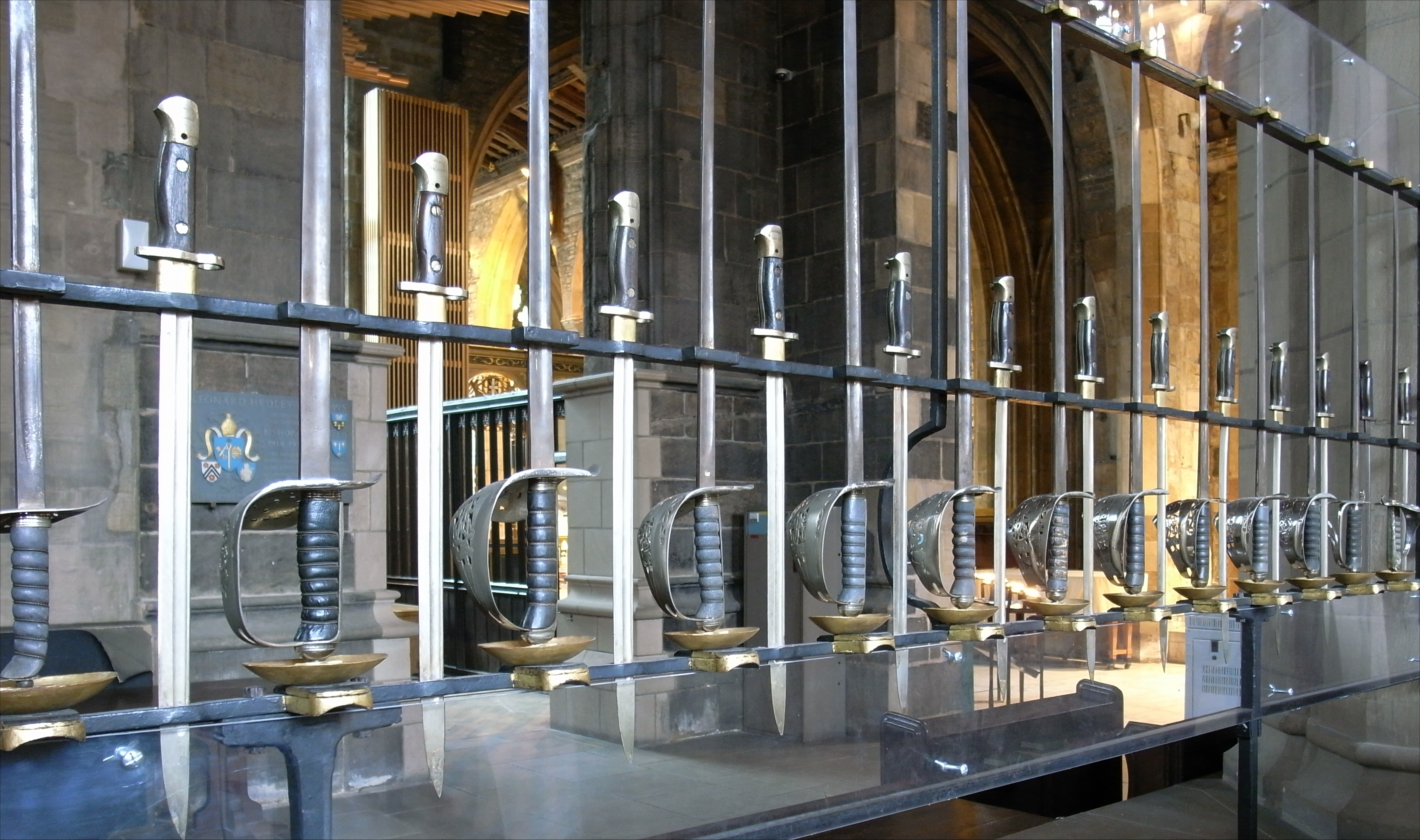
Преграда из сабель и кинжалов в капелле св. Георга.

Крыша хоров, вероятно, XVI века, конструкции типа «hammerbeam» украшены позолоченными ангелами, распростёртые крылья которых современные, 1960-х годов.
Шпиль — высотой 49 метров.
В ходе перестройки в 1770-х годах в кона добавлены переплёты, а стены заново облицованы. Пристройка капеллы для вестри (св. Екатерины) нарушила простой крестообразный план.
Капелла Шрусбери выстроена для памятников графам Шрусбери, похороненным в крипте под нею. Алтарь в ней считается средневековым. На южной стене — памятник Джорджу Толботу, 6-му графу, слева — Джорджу Толботу, 4-му графу, с двумя его жёнами, мраморный в итальянском стиле, все фигуры в позах молитвы. Восточное окно — памятник поэту Джеймсу Монтгомери. В ходе реставрации в 2013 году выяснилось, что часть заявленных гробов в крипте отсутствует.
В 1880-х годах в ходе реставрации убраны галереи, орган перемещён в северный трансепт, чтобы освободить хоры, изготовлены новые дубовые скамьи. Трансепты и неф удлинены, для капеллы Шрусбери местным мастером изготовлена преграда, которая в начале XX века перемещена в северный боковой неф.
По проекту Николсона в 1900-х годах планировалось повернуть главную ось церкви на 90 градусов, но осуществить это сразу не позволил недостаток средств в ходе Первой мировой войны, и проект воплощался постепенно в XX веке. Наибольшие перемены произошли в северной половине, где построена капелла св. Георга в память о Йорском и Ланкастерском полку. В ней висят знамёна и устроена преграда из сабель и кинжалов. Под этой капеллой находится крипта с капеллой Всех Святых и витражем «Te Deum» (Тебе, Господи) Кристофера Уэбба. В самом конце находится капелла Святого Духа с красиво расписанной преградой под четырёхчастным сводом. Главный вход находится в удлинённой в 1966 году западной части, там же установлена купель. Фонарь на средокрестии старый, но абстрактный витраж в нём новый, 1998-99 годов.

## Захоронения
- Джордж Толбот, 4-й граф Шрусбери (†1538) и его жёны
  - Энн Гастингс[англ.] (†1520)
  - Элизабет Уолден (†1567)
- Мэри Перси, графиня Нортумберленд[англ.] (†1572)
- Джордж Толбот, 6-й граф Шрусбери (†1590)

## Музыка

### Хор
Соборный хор состоял из 40 человек, в том числе взрослых певцов, студентов и мальчиков и девочек из местных школ. 22 июля 2020 года соборный капитул объявил о ликвидации хора в связи с созданием нового департамента, который будет больше подходить к смешанному городскому обществу, в котором существует. Капитул намерен сохранить древние традиции хорового пения в англиканской церкви. Закрытие хора освещалось в СМИ с неодобрением.

### Орган
Орган фирмы «N. P. Mander Ltd» выведен из эксплуатации в 1998 году с намерением заменить инструмент другим, чего так и не произошло. С 2020 года в соборе используется электронный цифровой орган. Переговоры о приобретении органа Кавайе-Коля из «Парр-холла» в боро Уоррингтон начались в 2008 году, но закончились без результата в 2011-м.

### Звонница
Звонница собора насчитывает 12 колоколов (с бемолем шестой ступени и дополнительным верхним). Колокола звучат по четвергам (репетиции) и воскресеньям (службы). Также в соборе висит колокол из нержавеющей стали с HMS «Sheffield».